# Ludwig-Barnay-Straße 2

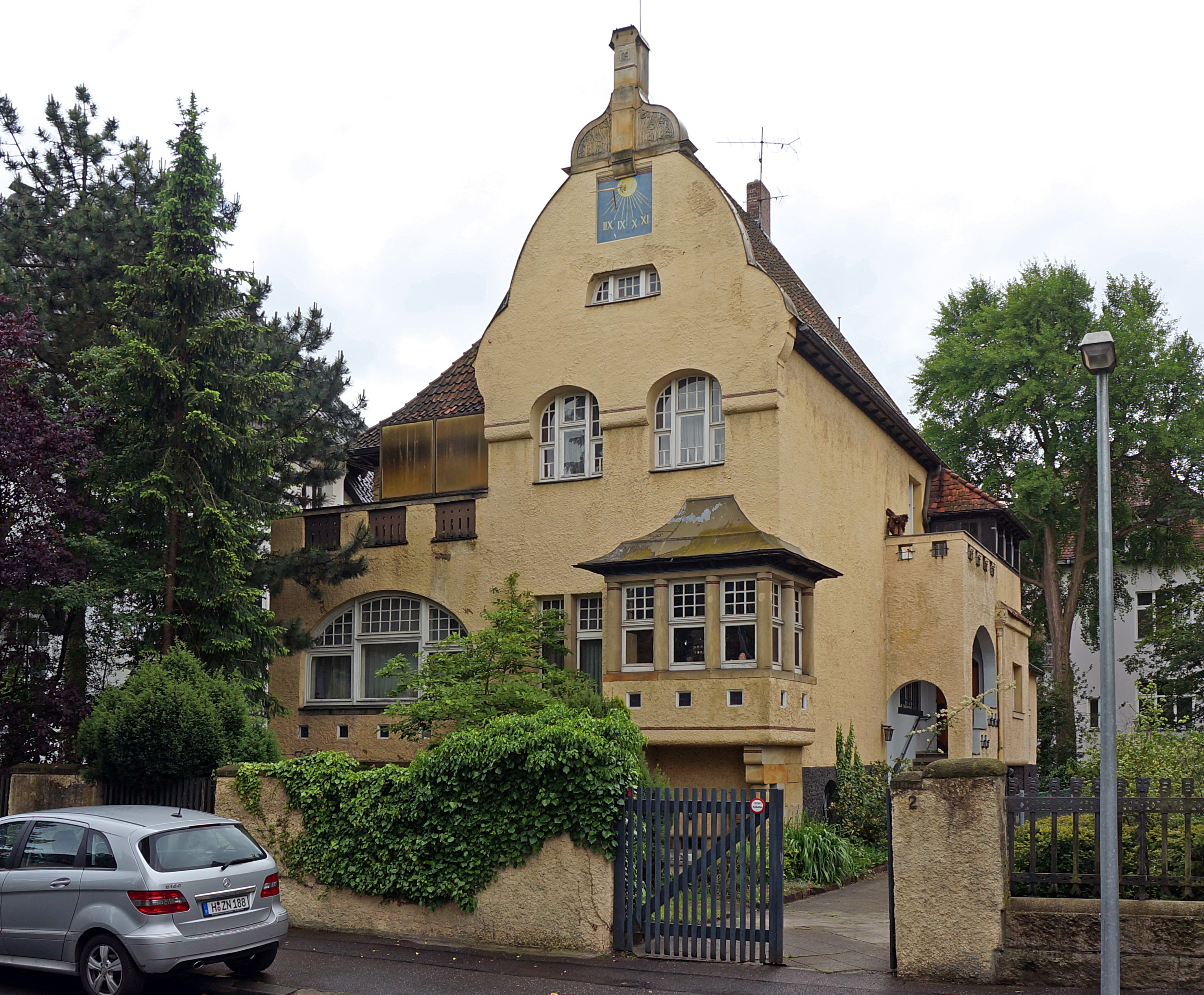
Villa „Knusperhäuschen“

Das Wohnhaus Ludwig-Barnay-Straße 2 in Hannover, auch Knusperhäuschen genannt, ist eine im ersten Jahrzehnt des 20. Jahrhunderts errichtete, heute unter Denkmalschutz stehende Villa im hannoverschen Stadtteil Zoo.

## Geschichte und Beschreibung

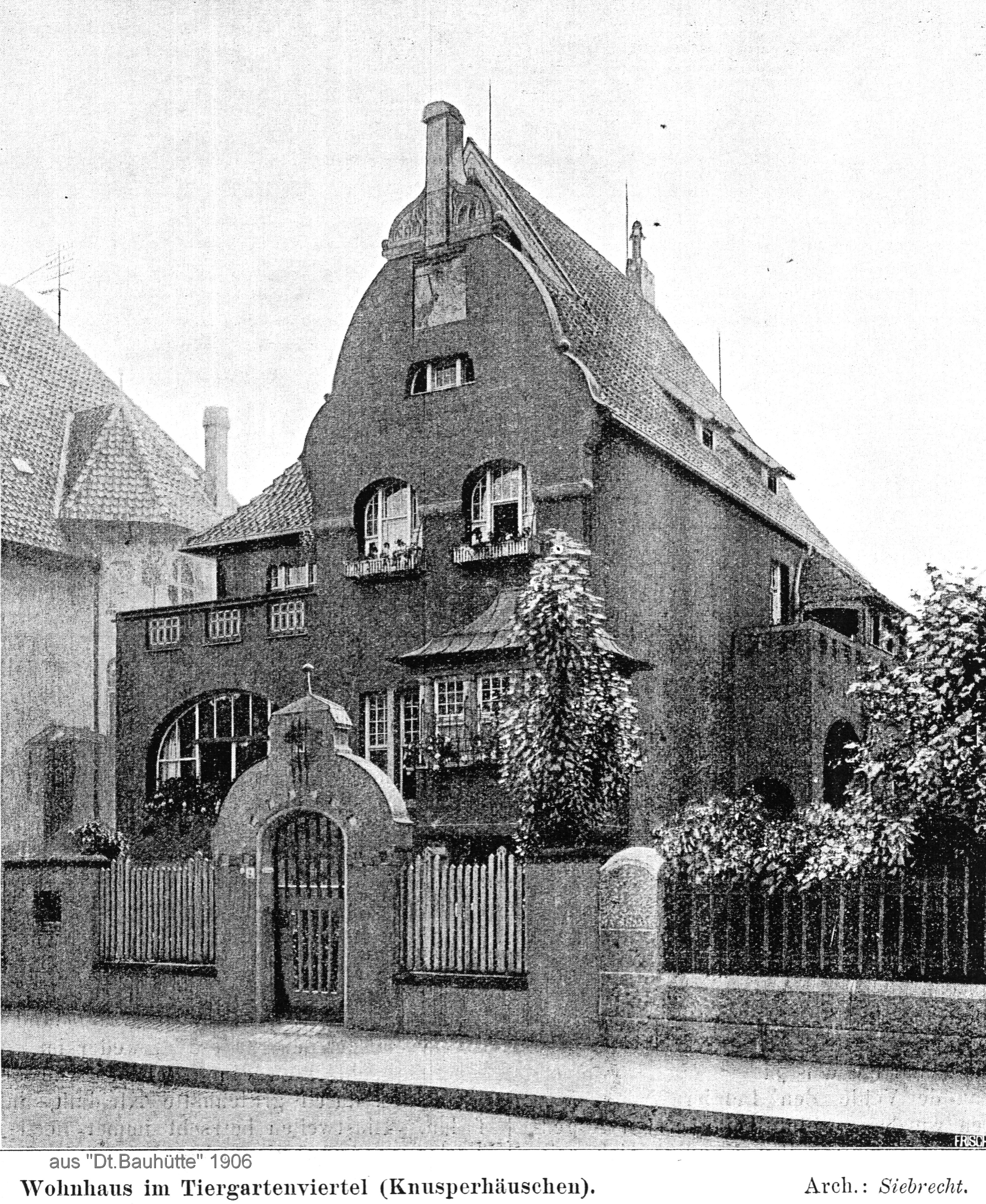
Villa Dr. Arnold mit Portal der Einfriedung, um 1905

Das Haus mit der ursprünglichen Adresse Corvinusstraße 2 wurde als Wohnhaus für den Chemiker und Hochschullehrer Karl Arnold durch den hannoverschen Architekten Karl Siebrecht um 1904 errichtet. Siebrecht entwarf einen zweigeschossigen Putzbau im Landhausstil. Die „stark plastische Fassadengliederung und differenzierte Dachaufbauten“ am Gebäude kennzeichnen im selben Villengebiet auch die etwa zeitgleich in ähnlichem Stil errichteten und zumeist zweigeschossigen Häuser Ludwig-Barnay-Straße 7, Seelhorststraße 57 und Lüerstraße 6.
In den 1990er Jahren bewohnte der Kaufmann und Honorarkonsul für Jordanien Kurt Heinz Uihlein mit seiner Familie die Villa Ludwig-Barnay-Straße 2.

## Baudetails und Innenansichten

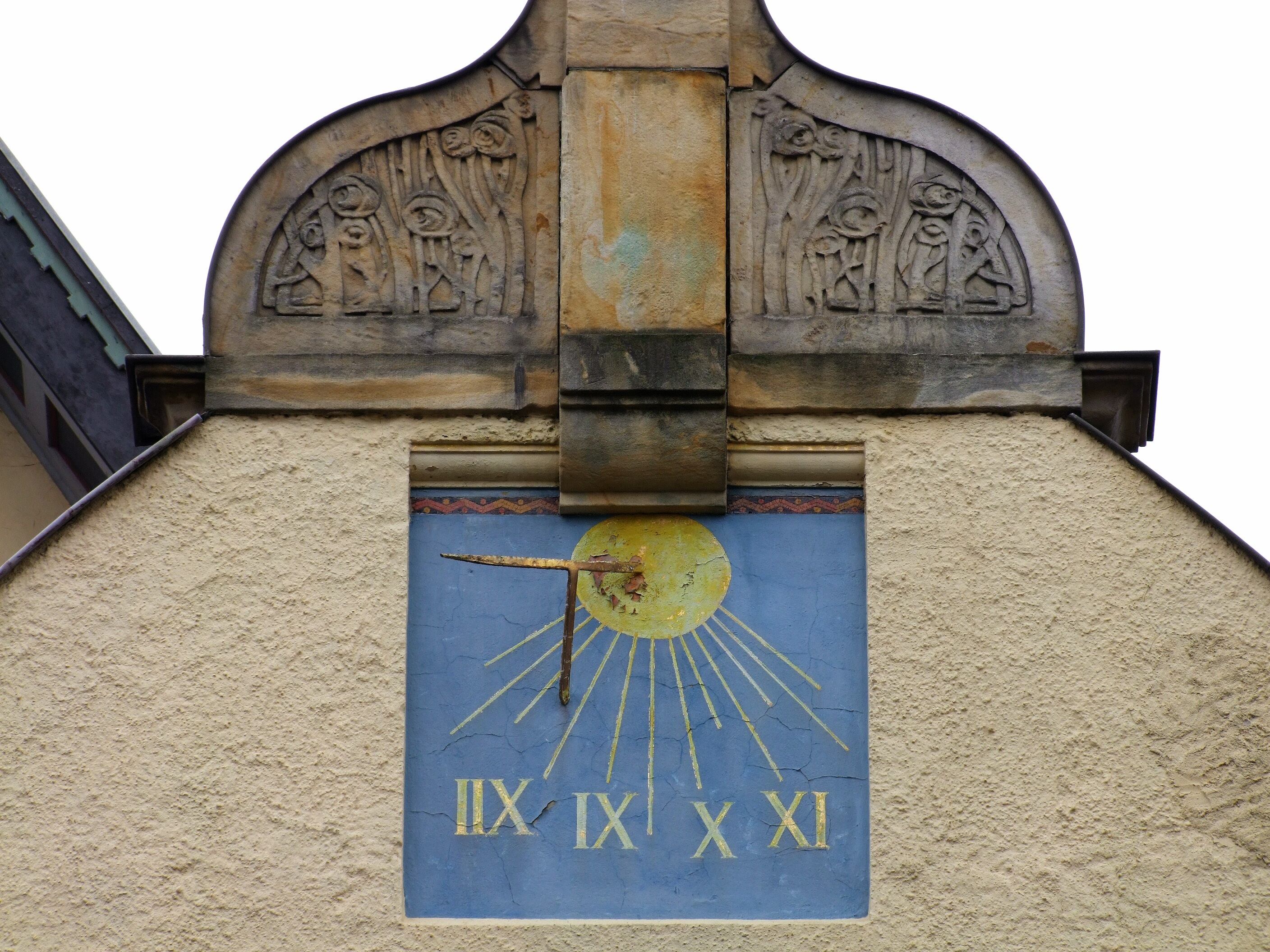
Sonnenuhr
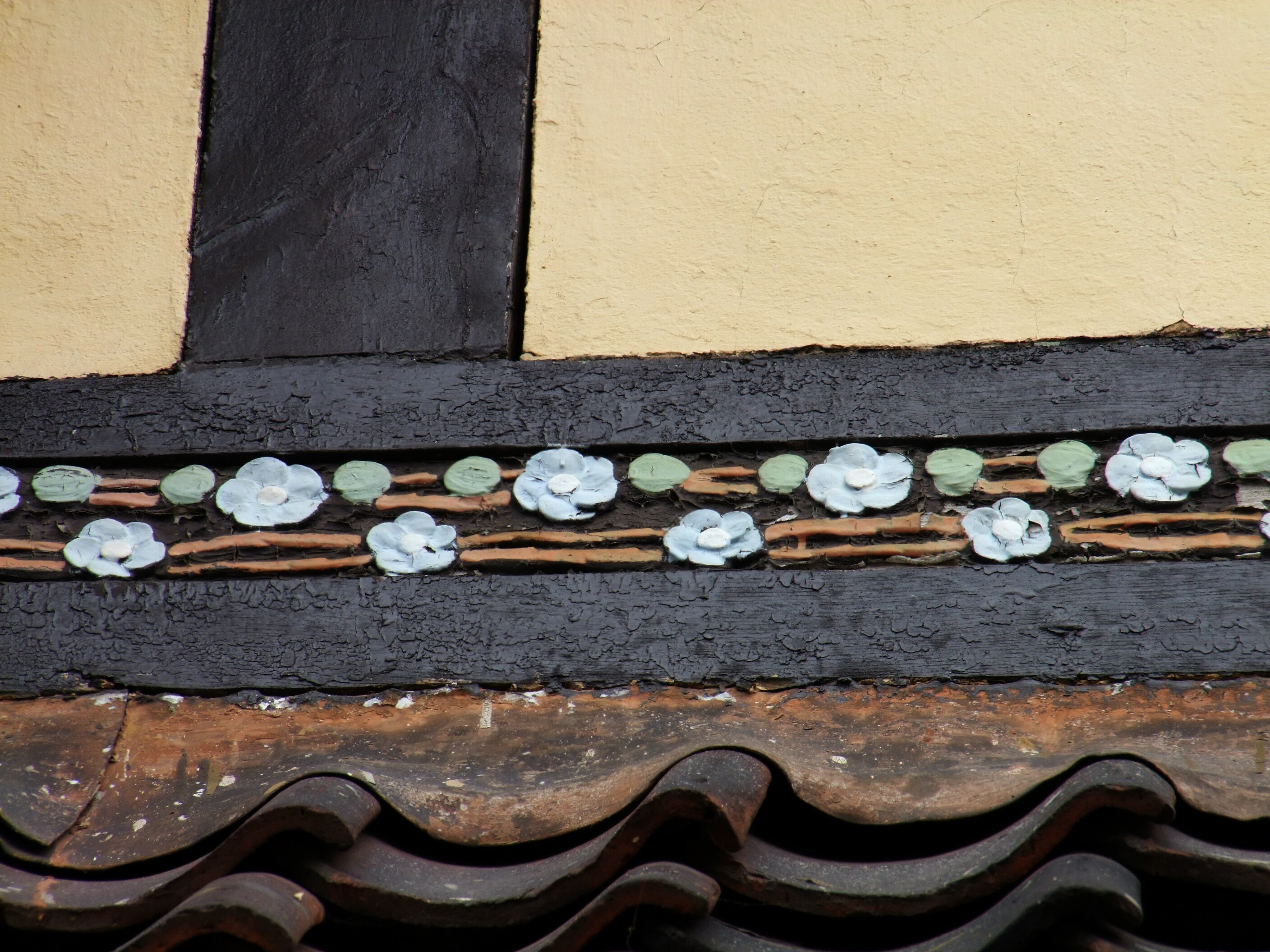
Bemalte Holzschnitzereien im Fachwerk
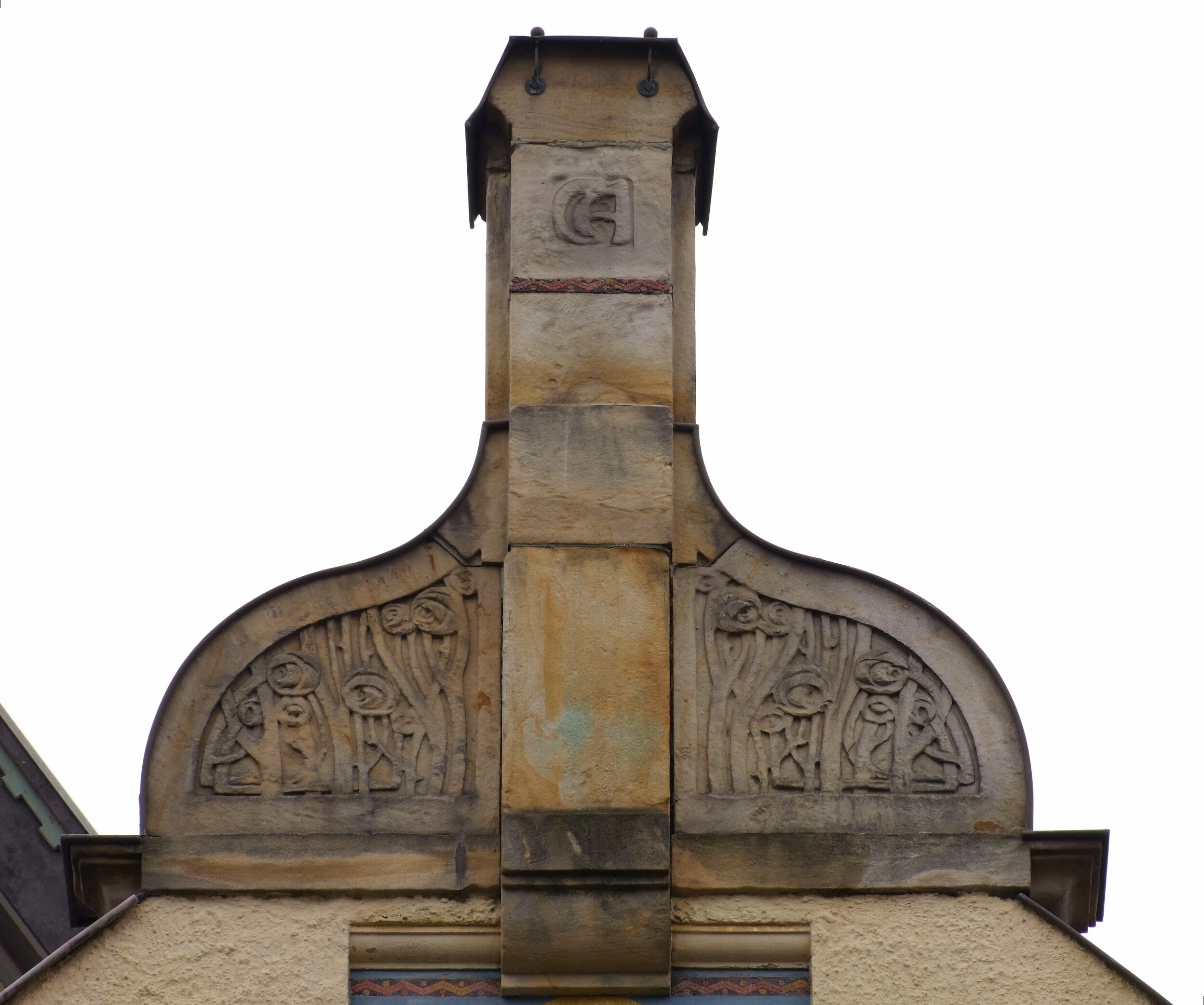
Blumendekor im Jugendstil und die verschlungenen Initialen C A für den Bauherrn Carl Arnold
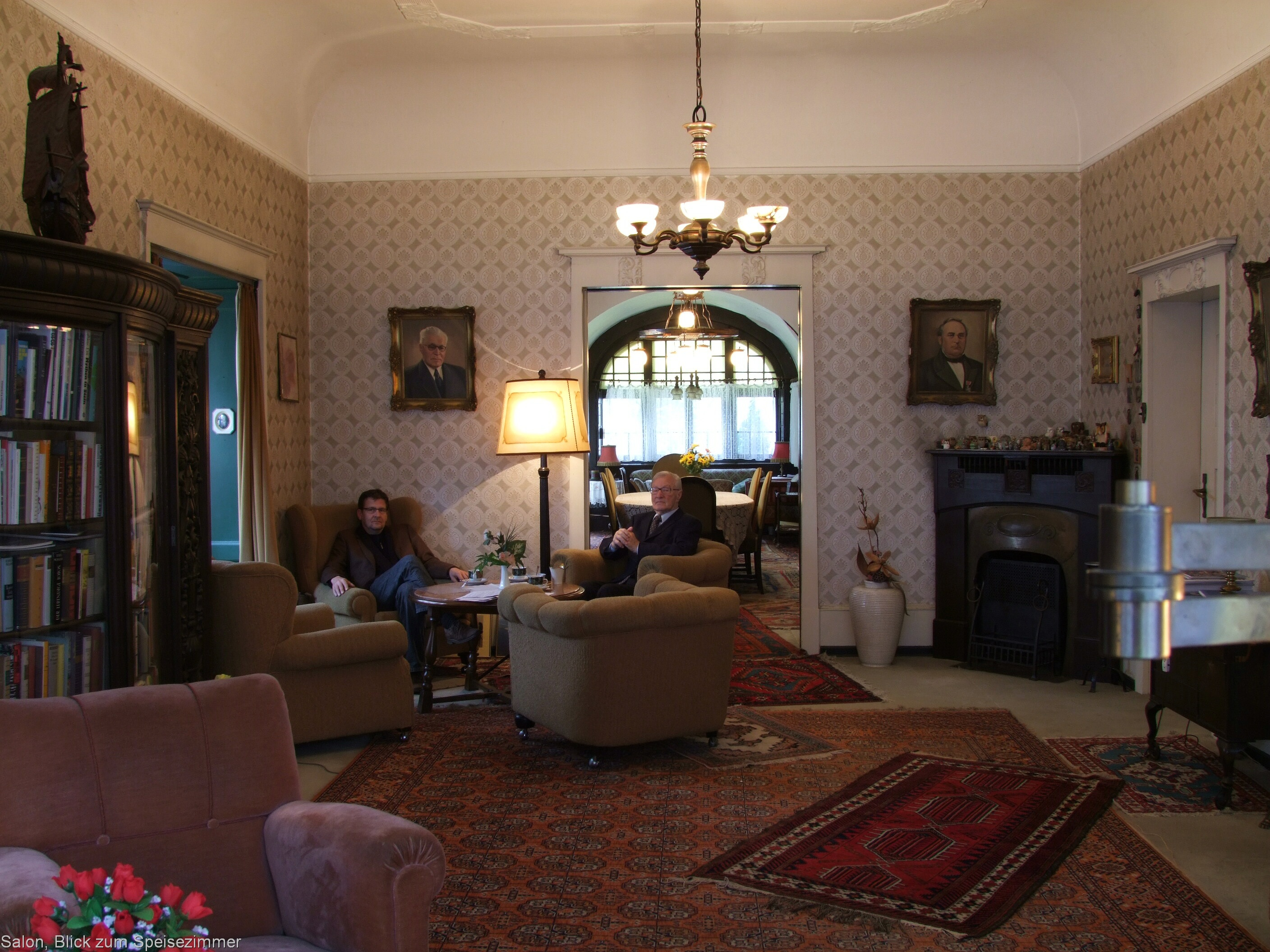
Blick durch den Salon zum Speisezimmer; rechts der königlich jordanische Honorarkonsul Kurt Uihlein
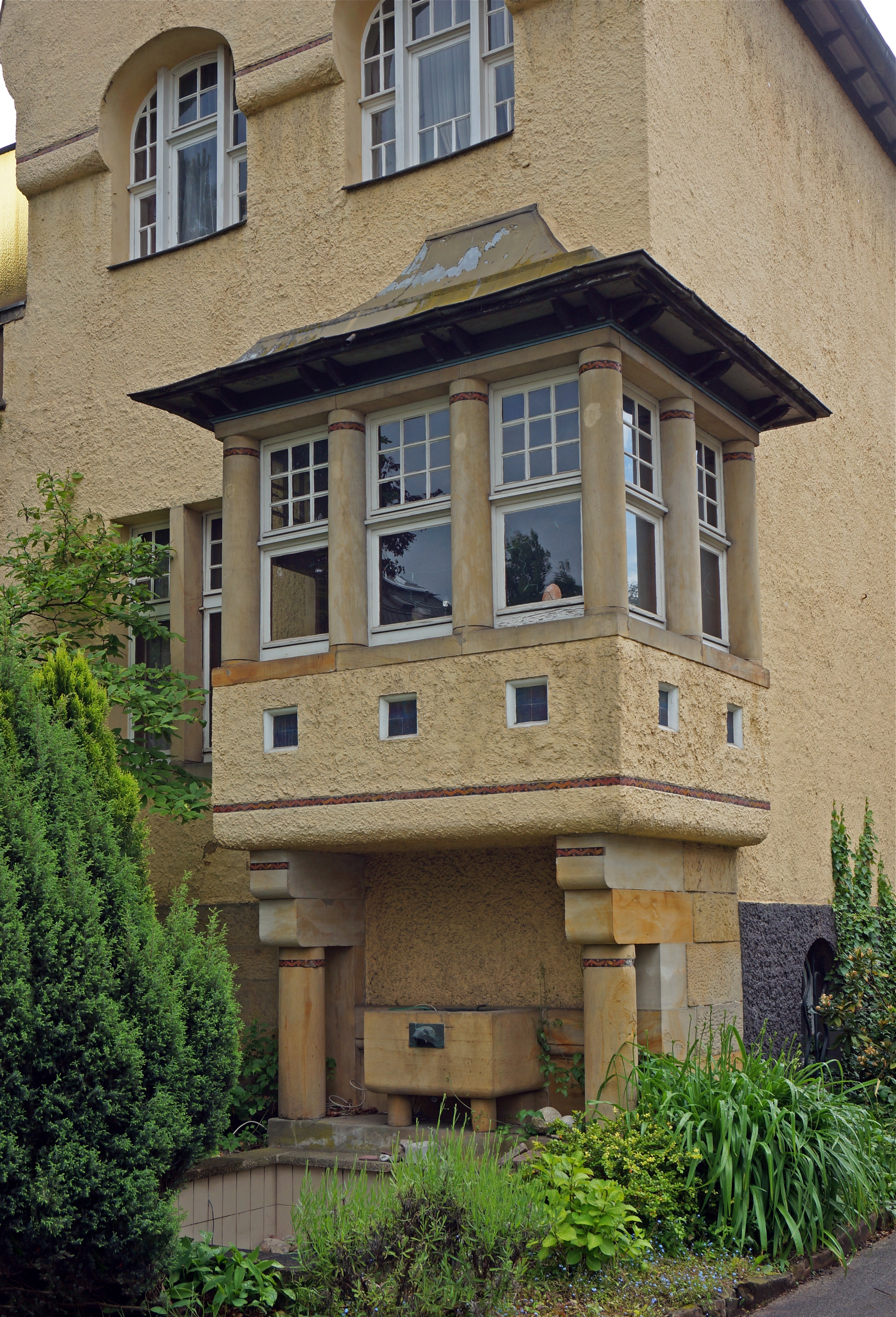
Erker auf Sandstein-Säulen